# Hokej na lodzie na Zimowych Igrzyskach Olimpijskich 1980
Wyniki turnieju hokejowego rozgrywanego na Zimowych Igrzyskach Olimpijskich w roku 1980 w Lake Placid.

## Tabela końcowa
| M     | Państwo        | Zawodnicy |
| ----- | -------------- | --- |
| 1     | USA            | James Craig, Kenneth Morrow, Michael Ramsey, William Baker, John O’Callahan, Bob Suter, David Silk, Neal Broten, Mark Johnson, Steven Christoff, Mark Wells, Mark Pavelich, Eric Strobel, Micheal Eruzione, David Christian, Robert McClanahan, William Schneider, Philip Verchota, John Harrington                                                                                  |
| 2     | ZSRR           | Władimir Myszkin, Władisław Trietjak, Wiaczesław Fietisow, Wasilij Pierwuchin, Walerij Wasiljew, Aleksiej Kasatonow, Siergiej Starikow, Zinetuła Bilaletdinow, Władimir Krutow, Aleksandr Malcew, Jurij Lebiediew, Boris Michajłow, Władimir Pietrow, Walerij Charłamow, Helmuts Balderis, Wiktor Żłuktow, Aleksandr Golikow, Siergiej Makarow, Władimir Golikow, Aleksandr Skworcow |
| 3     | Szwecja        | Per-Eric Lindbergh William, Löfqvist, Tomas Jonsson, Sture Andersson, Ulf Weinstock, Jan Eriksson, Tommy Samuelsson, Mats Waltin, Thomas Eriksson, Per Lundqvist, Mats Åhlberg, Håkan Eriksson, Mats Näslund, Lennart Norberg, Bengt Lundholm, Leif Holmgren, Dan Söderström, Harald Lückner, Lars Mohlin, Bo Berglund                                                               |
| 4     | Finlandia      | Antero Kivelä, Jorma Valtonen, Seppo Suoraniemi, Olli Saarinen, Hannu Haapalainen, Tapio Levo, Kari Eloranta, Lasse Litma, Esa Peltonen, Ismo Villa, Mikko Leinonen, Markku Kiimalainen, Jari Kurri, Jukka Koskilahti, Hannu Koskinen, Reijo Leppänen, Markku Hakulinen, Jukka Porvari, Jarmo Mäkitalo, Timo Susi,                                                                   |
| 5     | Czechosłowacja | Jiří Králík, Karel Lang, Jan Neliba, Vítězslav Ďuriš, Milan Chalupa, Arnold Kadlec, Miroslav Dvořák, František Kaberle, Jiří Bubla, Milan Nový, Jiří Novák, Miroslav Fryčer, Marián Šťastný, Anton Šťastný, Vincent Lukáč, Karel Holý, Jaroslav Pouzar, Bohuslav Ebermann, Vladimír Martinec, Peter Šťastný                                                                          |
| 6     | Kanada         | Bob Dupuis, Paul Pageau, Warren Anderson, Brad Pirie, Randy Gregg, Tim Watters, Joe Grant, Donald Spring, Terry O’Malley, Ron Davidson, Glenn Anderson, Kevin Maxwell, James Nill, John Devaney, Paul MacLean, Dan D’Alvise, Ken Berry, Dave Hindmarch, Kevin Primeau, Stelio Zupancich                                                                                              |
| 7-8   | Polska         | Henryk Wojtynek, Paweł Łukaszka, Andrzej Ujwary, Henryk Janiszewski, Henryk Gruth, Andrzej Jańczy, Jerzy Potz, Ludwik Synowiec, Marek Marcińczak, Stefan Chowaniec, Wiesław Jobczyk, Tadeusz Obłój, Dariusz Sikora, Leszek Kokoszka, Andrzej Zabawa, Henryk Pytel, Stanisław Klocek, Leszek Jachna, Bogdan Dziubiński, Andrzej Małysiak                                              |
| 7-8   | Rumunia        | Valerian Netedu, Gheorghe Huțan, Mihail Lucian Popescu, Ion Berdilă, Șandor Gal, Elöd Antal, Istvan Antal, Doru Moroșan, George Justinian, Doru Tureanu, Dumitru Axinte, Marian Costea, Constantin Nistor, Alexandru Hălăucă, Laszlo Solyom, Bela Nagy, Cazacu Cazan, Adrian Olenici, Marian Pisaru, Zoltan Nagy                                                                     |
| 9-10  | Holandia       | Ted Lenssen, John de Bruyn, Patrick Kolijn, George Peternousek, Al Pluymers, Rick van Gog, Henk Hille, Frank van Soldt, Harrie van Heumen, Larry van Wieren, Ron Berteling, Dick Decloe, Jack de Heer, Jan Janssen, Klaas van den Broek, Leo Koopmans, Brian de Bruijn, Chuck Huizinga, Corky de Graauw, Willem Klooster                                                             |
| 9-10  | RFN            | Bernd Englbrecht, Sigmund Suttner, Udo Kießling, Harald Krüll, Klaus Auhuber, Horst-Peter Kretschmer, Joachim Reil, Peter Scharf, Rainer Philipp, Franz Reindl, Marcus Kuhl, Martin Hinterstocker, Uli Egen, Gerd Truntschka, Hans Zach, Hermann Hinterstocker, Ernst Höfner, Vladimir Vacatko, Martin Wild, Holger Meitinger                                                        |
| 11-12 | Japonia        | Minoru Misawa, Takeshi Iwamoto, Hiroshi Hori, Iwao Nakayama, Norio Ito, Hitoshi Nakamura, Tadamitsu Fujii, Koji Wakasa, Yoshiaki Kyoya, Katsutoshi Kawamura, Takeshi Azuma, Satoru Misawa, Mikio Matsuda, Sadaki Honma, Hideo Sakurai, Tsutomu Hanzawa, Hideo Urabe, Osamu Wakabayashi, Mikio Hosoi, Yoshio Hoshino                                                                  |
| 11-12 | Norwegia       | Jim Marthinsen, Thore Wålberg, Nils Nilsen, Thor Martinsen, Trond Abrahamsen, Rune Molberg, Øivind Løsåmoen, Erik Pedersen, Øystein Jarlsbo, Håkon Lundenes, Geir Myhre, Morten Johansen, Morten Sethereng, Knut Andresen, Tore Falch Nilsen, Tom Røymark, Vidar Johansen, Petter Thoresen, Knut Fjeldsgaard, Stephen Foyn                                                           |

## Runda wstępna
Grupa Niebieska
| Msc. | Drużyna        | M | Z | R | P | BZ | BS | Pkt. |
| ---- | -------------- | - | - | - | - | -- | -- | ---- |
| 1.   | Szwecja        | 5 | 4 | 1 | 0 | 26 | 7  | 9    |
| 2.   | USA            | 5 | 4 | 1 | 0 | 25 | 10 | 9    |
| 3.   | Czechosłowacja | 5 | 3 | 0 | 2 | 34 | 16 | 6    |
| 4.   | Rumunia        | 5 | 1 | 1 | 3 | 13 | 29 | 3    |
| 5.   | RFN            | 5 | 1 | 0 | 4 | 21 | 30 | 2    |
| 6.   | Norwegia       | 5 | 0 | 1 | 4 | 9  | 36 | 1    |

Wyniki spotkań
| Data      | Drużyny                   | Wynik              |
| --------- | ------------------------- | ------------------ |
| 12 lutego | Czechosłowacja – Norwegia | 11:0 (0:0,5:0,6:0) |
| 12 lutego | Rumunia – RFN             | 6:4 (1:1,2:3,3:0)  |
| 12 lutego | Szwecja – USA             | 2:2 (1:0,0:1,1:1)  |
| 14 lutego | Rumunia – Szwecja         | 0:8 (0:3,0:4,0:1)  |
| 14 lutego | Norwegia – RFN            | 4:10 (2:5,1:3,1:2) |
| 14 lutego | USA – Czechosłowacja      | 7:3 (2:2,2:0,3:1)  |
| 16 lutego | USA – Norwegia            | 5:1 (0:1,3:0,2:0)  |
| 16 lutego | Rumunia – Czechosłowacja  | 2:7 (0:2,1:3,1:2)  |
| 16 lutego | Szwecja – RFN             | 5:2 (1:0,4:1,0:1)  |
| 18 lutego | Norwegia – Szwecja        | 1:7 (0:2,0:4,1:1)  |
| 18 lutego | RFN – Czechosłowacja      | 3:11 (1:5,0:5,2:1) |
| 18 lutego | USA – Rumunia             | 7:2 (2:0,2:1,3:1)  |
| 20 lutego | Norwegia – Rumunia        | 3:3 (1:1,0:1,2:1)  |
| 20 lutego | Czechosłowacja – Szwecja  | 2:4 (0:2,0:1,2:1)  |
| 20 lutego | USA – RFN                 | 4:2 (0:2,2:0,2:0)  |

Grupa Czerwona
| Msc. | Drużyna           | M | Z | R | P | BZ | BS | Pkt. |
| ---- | ----------------- | - | - | - | - | -- | -- | ---- |
| 1.   | Związek Radziecki | 5 | 5 | 0 | 0 | 51 | 11 | 10   |
| 2.   | Finlandia         | 5 | 3 | 0 | 2 | 26 | 18 | 6    |
| 3.   | Kanada            | 5 | 3 | 0 | 2 | 28 | 12 | 6    |
| 4.   | Polska            | 5 | 2 | 0 | 3 | 15 | 23 | 4    |
| 5.   | Holandia          | 5 | 1 | 1 | 3 | 16 | 43 | 3    |
| 6.   | Japonia           | 5 | 0 | 1 | 4 | 7  | 36 | 1    |

Wyniki spotkań
| Data      | Drużyny              | Wynik |
| --------- | -------------------- | --- |
| 12 lutego | Holandia – Kanada    | 1:10 (1:2,0:2,0:6) |
| 12 lutego | Polska – Finlandia   | 5:4 (1:0,4:3,0:1), gole dla Polski: Andrzej Zabawa ('16 i '28), Leszek Kokoszka ('30 i '35), Wiesław Jobczyk ('34)                                     |
| 12 lutego | Japonia – ZSRR       | 0:16 (0:8,0:5,0:3) |
| 14 lutego | Holandia – ZSRR      | 4:17 (1:8,1:7,2:2) |
| 14 lutego | Polska – Kanada      | 1:5 (0:1,1:2,0:2), gol dla Polski: Wiesław Jobczyk ('24)                                                                                               |
| 14 lutego | Japonia – Finlandia  | 3:6 (0:2,2:2,1:2) |
| 16 lutego | Japonia – Holandia   | 3:3 (3:1,0:1,0:1) |
| 16 lutego | ZSRR – Polska        | 8:1 (5:1,1:0,2:0), gol dla Polski: Andrzej Małysiak ('18)                                                                                              |
| 16 lutego | Kanada – Finlandia   | 3:4 (1:2,0:1,2:1) |
| 18 lutego | Kanada – Japonia     | 6:0 (2:0,2:0,2:0) |
| 18 lutego | Holandia – Polska    | 5:3 (3:1,2:1,0:1), gole dla Polski: Henryk Janiszewski ('6), Wiesław Jobczyk ('22), Leszek Kokoszka ('48)                                              |
| 18 lutego | Finlandia – ZSRR     | 2:4 (1:0,0:1,1:3) |
| 20 lutego | Polska – Japonia     | 5:1 (3:0,1:0,1:1), gole dla Polski: Andrzej Zabawa ('4), Bogdan Dziubiński ('5), Andrzej Małysiak ('12), Wiesław Jobczyk ('26), Andrzej Małysiak ('44) |
| 20 lutego | ZSRR – Kanada        | 6:4 (1:1,1:2,4:1) |
| 20 lutego | Finlandia – Holandia | 10:3 (2:1,2:1,6:1) |

## Mecz o V miejsce
Zespoły które zajęły 3 miejsca w swoich grupach rozegrały pomiędzy sobą mecz o 5.lokatę na ZIO 1980
| Data      | Drużyny                 | Wynik            |
| --------- | ----------------------- | ---------------- |
| 22 lutego | Czechosłowacja – Kanada | 6:1(5:0,0:1,1:0) |

## Runda finałowa
Zespoły które zajęły w swoich grupach pierwsze 2 miejsca, zmierzyły się ze sobą w rundzie finałowej, przy czym wyniki spotkań w grupach eliminacyjnych liczyły się w tej rundzie.
Mecze zaliczone
Szwecja 2-2 USA
Finlandia 2-4 ZSRR
| Msc. | Drużyna           | M | Z | R | P | BZ | BS | Pkt. |
| ---- | ----------------- | - | - | - | - | -- | -- | ---- |
| 1.   | USA               | 3 | 2 | 1 | 0 | 10 | 7  | 5    |
| 2.   | Związek Radziecki | 3 | 2 | 0 | 1 | 16 | 8  | 4    |
| 3.   | Szwecja           | 3 | 0 | 2 | 1 | 7  | 14 | 2    |
| 4.   | Finlandia         | 3 | 0 | 1 | 2 | 7  | 11 | 1    |

Wyniki spotkań
| Data      | Drużyny             | Wynik             |
| --------- | ------------------- | ----------------- |
| 22 lutego | USA – ZSRR          | 4:3 (2:2,0:1,2:0) |
| 22 lutego | Finlandia – Szwecja | 3:3 (1:0,1:1,1:2) |
| 24 lutego | USA – Finlandia     | 4:2 (0:1,1:1,3:0) |
| 24 lutego | Szwecja – ZSRR      | 2:9 (0:4,0:5,2:0) |